# Yves Weinand
Pour les articles homonymes, voir Weinand.

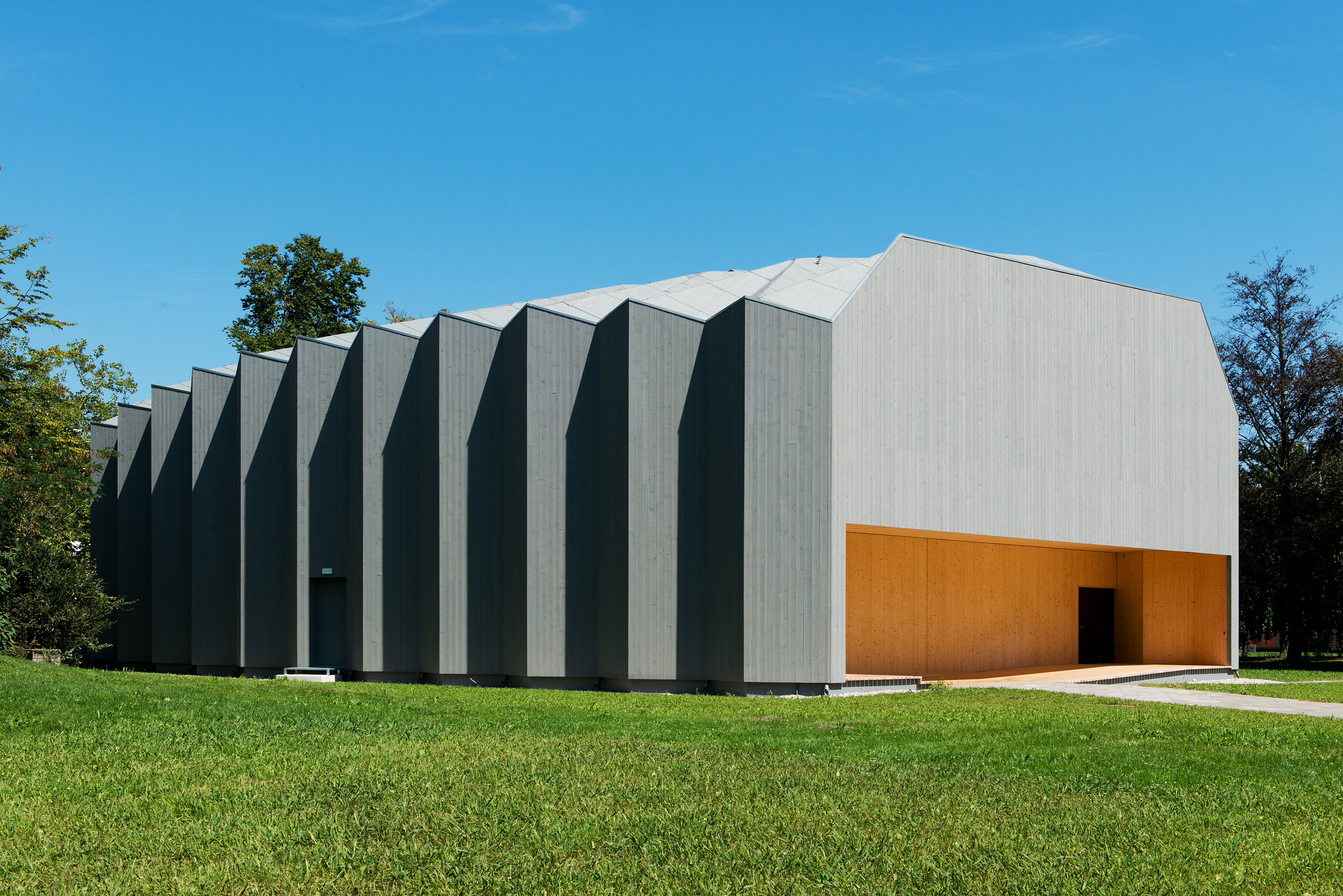
Pavillon en bois du Théâtre de Vidy-Lausanne, 2017

Yves Weinand est architecte et ingénieur civil spécialisé dans la construction en bois.

## Biographie

### Éducation
Après des études d'architecture à la Faculté d'Architecture au sein de l'Université de Liège (UL Liège) (1986) et des études d'ingénieur civil à l'École polytechnique fédérale de Lausanne (EPFL) (1994), il obtient un doctorat ès sciences de l'Université technique de Rhénanie-Westphalie à Aix-la-Chapelle en 1998.

### Carrière
Il a fondé son propre bureau d’ingénierie et d’architecture en 1995 à Liège. 

### Parcours académique
Depuis 2004, Yves Weinand est professeur associé de la Faculté de l'environnement naturel, architectural et construit (ENAC) et directeur de la chaire des constructions en bois au laboratoire de l'IBOIS de l'EPFL. Ses domaines d’enseignement et de recherche portent principalement sur la conception de structures en bois dans la continuité de ses prédécesseurs Julius Natterer et Jean-Luc Sandoz,. Au laboratoire des constructions en bois, il dirige un groupe interdisciplinaire d'architectes, d'ingénieurs, de mathématiciens et d'informaticiens qui effectuent des recherches et enseignent dans les domaines des coques, des structures plissées et des structures tissées en bois. 

## Enseignement
- Extension du Musée de la photographie de Charleroi, Belgique (en collaboration avec L'Escaut), concours 2006, livraison 2009[8].

### Architecture
- Décors, estrades et bancs en bois assemblés en connexion bois-bois (sans colle ni vis) pour l'Opéra Nabucco présenté à la cathédrale de Lausanne en novembre 2018[9],[10].
- Pavillon en Bois du Théâtre de Vidy, Lausanne, Suisse (annexe du bâtiment original de Max Bill, de 1964), pavillon inauguré le 11 septembre 2017, objet de la thèse de Julien Gamerro[11],[12],[13].
- Château d’eau à Beersel en association avec BEL architecten, concours : 1er prix. Belgique 2008[14].

## Prix et récompenses académiques
En 2019, le Parlement vaudois reçoit la Distinction Bois 2019. La même année, le professeur Weinand est lauréat du Grand Prix d’Architecture de Wallonie 2019, cette fois pour la construction du pavillon en bois du théâtre de Vidy. En 2018, le Pavillon en Bois du Théâtre de Vidy reçoit une Mention régionale du Prix Lignum. L'Académie d'Architecture lui décerne la médaille 2017 de la Recherche et de la Technique. En 2014, il remporte avec son équipe de chercheurs du laboratoire IBOIS le prix du Best Paper Award.

## Publications

### Livres
- Cahier de l'Ibois 1 / Ibois Notebooks 1, F. Fromonot, S. Berthier, Y. Rocher, Direction de publication Y. Weinand et C. Catsaros, 2020 EPFL Press
- Le Pavillon en bois du Théâtre de Vidy, sous la direction de Yves Weinand; V. Baudriller, J. Gamerro, M. Jaccard, C. Robeller; 2017, PPUR.
- Structures Innovantes en Bois, Y. Weinand, 2016, Birkhaüser, publié en trois langues (anglais : Advanced Timber Structures - Architectural Designs and Digital Dimensioning ; allemand : Neue Holztragwerke - Architektonische Entwürfe und digitale Bemessung et français (2017))
- Grubenmann Project / Projekt Grubenmann, Y. Weinand, 2016, Stiftung Grubenmann-Sammlung
- Timber Project: Nouvelles formes d’architectures en bois, Y. Weinand, 2010, PPUR
- Architexto, Y. Weinand et D. Darcis, 2009, Editions Fourre-Tout, Liège
- Le bois soudé, B. Stamm et Y. Weinand, 2004, Architecture Bois & Dépendance
- New Modeling - projeter ensemble, Y. Weinand, 2003, PPUR

### Contributions
- New Structural Potential of Wood: the IBOIS Research Laboratory at EPF Lausanne, Y. Weinand, Cooperation. The Engineer and the Architect, 2011, Birkhaüser, pp91-101
- Timberfabric - Textile Assembly Principles and Wood Construction, Y. Weinand et M. Hudert, 2014, Innbruck University Press pp 30-35